# Ex-profumeria Venus

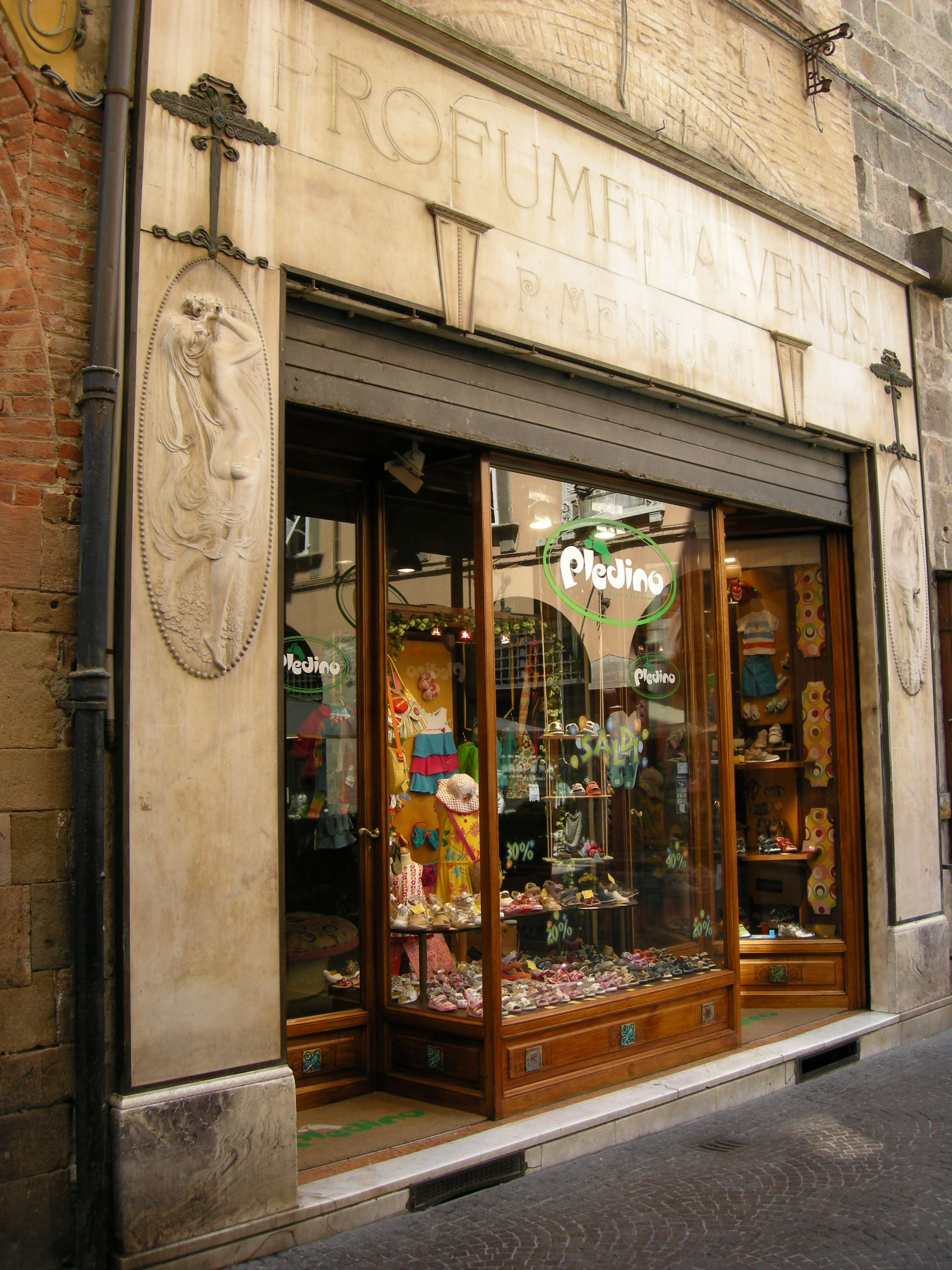
Ex-profumeria Venus

La ex-profumeria Venus è un negozio di Lucca.
L'ex profumeria si inserisce tra la lunga serie di attività commerciali di via Fillungo tutte evidenziate da mostre, vetrine, edicole e insegne pubblicitarie, che testimoniano il proliferare del linguaggio liberty nella cospicua produzione di negozi avvenuta tra la fine dell'Ottocento e gli inizi del Novecento nel centro storico di Lucca.
L'attuale configurazione del negozio è il risultato di una ristrutturazione di un vecchio esercizio commerciale per la vendita di giornali, di proprietà di P. Mennucci, documentato da una vecchia foto del 1905.

## Descrizione
La mostra del negozio è costituita da un portale in marmo bianco, con lesene e architrave, che incorniciano la vetrina vera e propria. Le lesene sono caratterizzate da due bassorilievi raffiguranti figure femminili con lunghe capigliature confuse con i sottili veli che le avvolgono, con andamento tipicamente floreale. La figura di destra è rappresentata in visione frontale, l'altra volge le spalle alla strada, entrambe sembrano riflettersi negli specchi ovali ricavati a bassorilievo nel marmo e incorniciati da un motivo a perline, idealmente appesi ad un nastro con fiocco in bronzo, secondo un repertorio decorativo di tipico gusto tra liberty e decò.
L'interno del negozio, ancora in buono stato di conservazione, ha perso a causa della nuova destinazione d'uso l'aspetto di piccolo salotto con tavolino e poltrone al centro del vano adibito alla vendita circondato dagli armadi, le vetrine e gli altri elementi di arredo in acero bianco intarsiato per l'esposizione dei giornali in vendita.

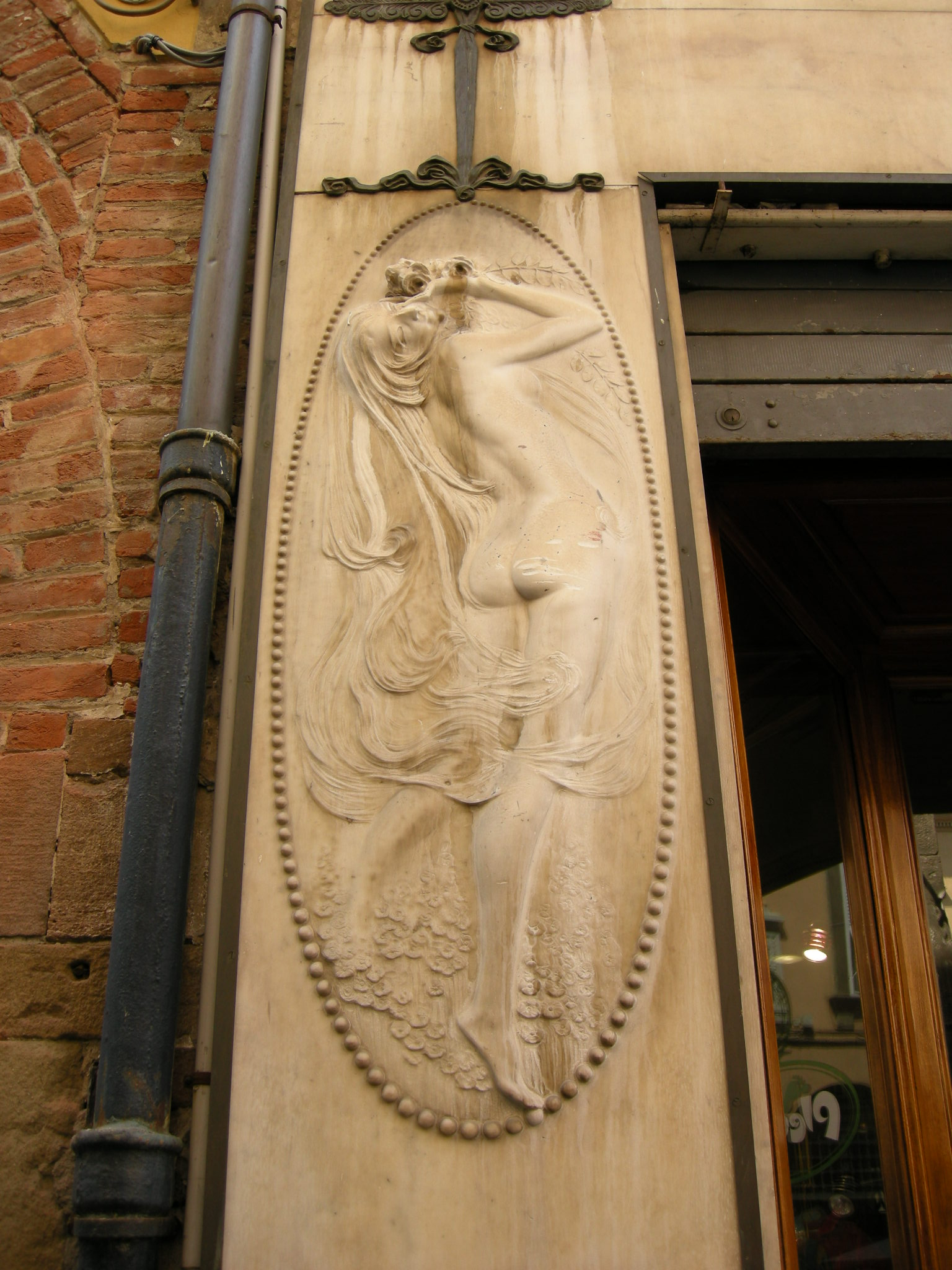
Bassorilievo
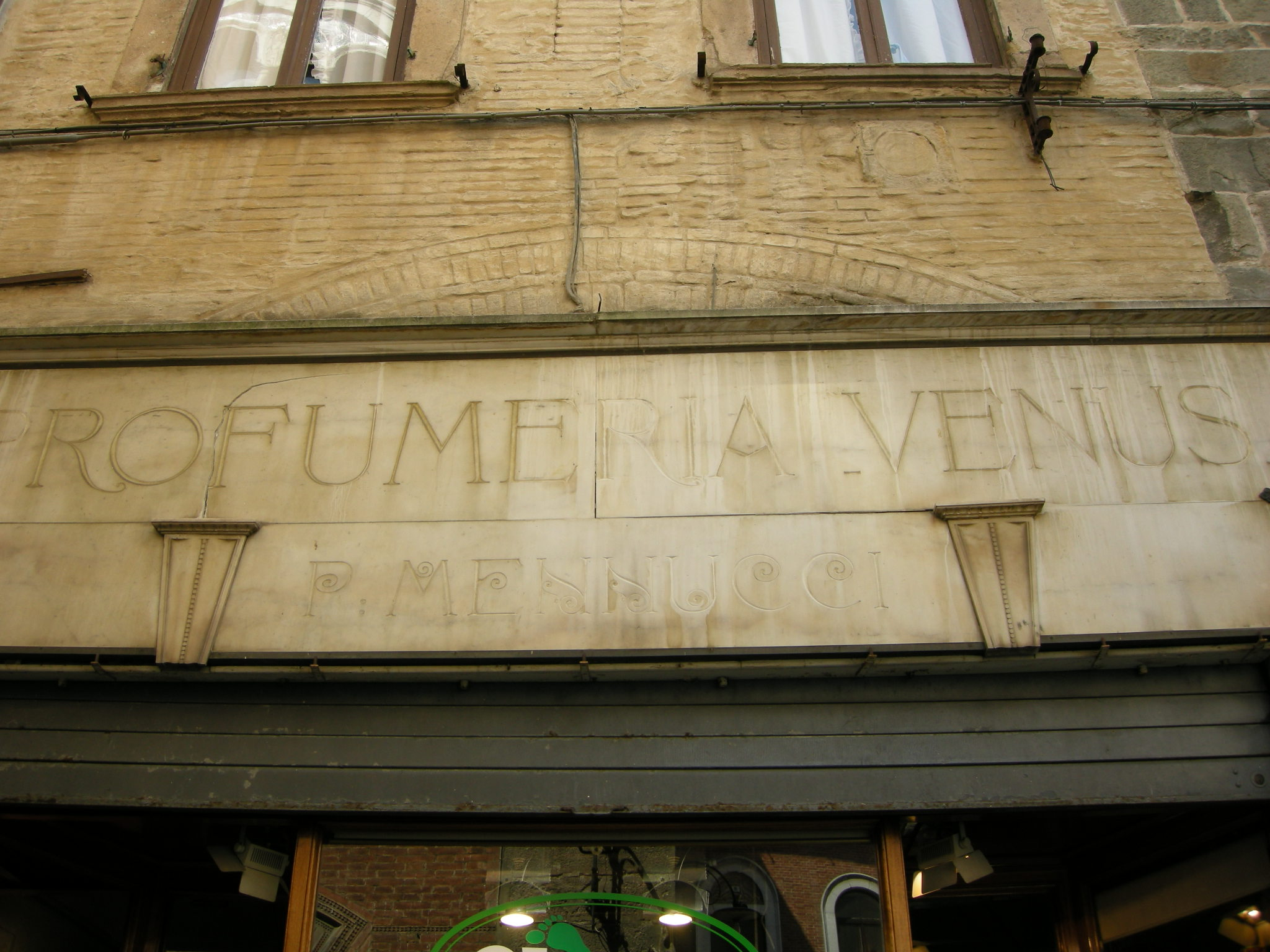
Insegna
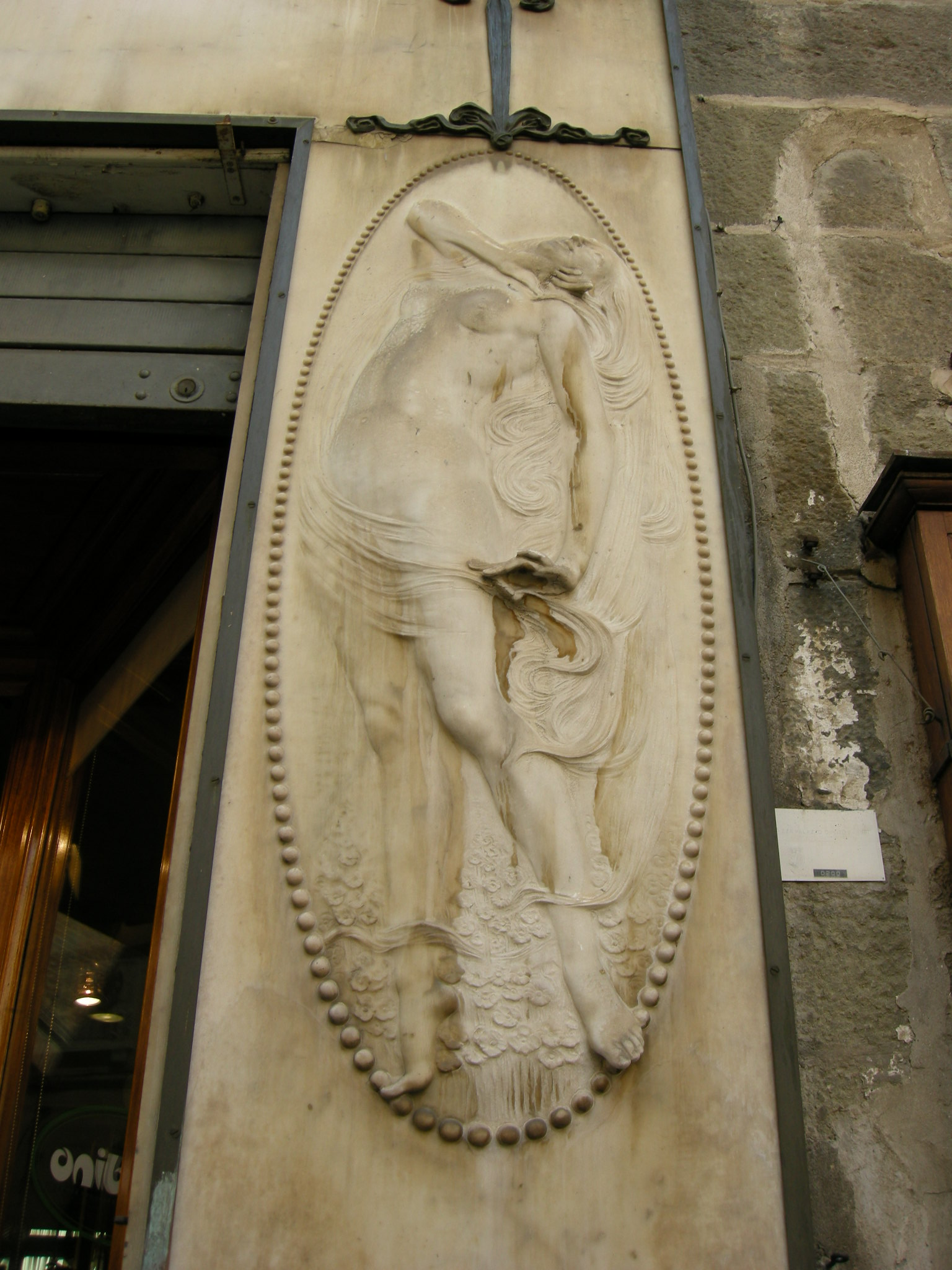
Bassorilievo